# Phyllobrotica sequoiensis
Phyllobrotica sequoiensis es una especie de insecto coleóptero de la familia Chrysomelidae. Fue descrita en 1956 por Blake.
Se encuentra en Norteamérica.